# پارلینگتون (میسیسیپی)
پارلینگتون (به انگلیسی: Pearlington) مکانی در ایالت میسیسیپی کشور ایالات متحده آمریکا است که جمعیت آن در سرشماری سال ۲۰۱۰ میلادی، ۱٬۳۳۲
نفر بوده‌است.